# Didymodon plicatus
Didymodon plicatus là một loài rêu trong họ Pottiaceae. Loài này được (Müll. Hal.) Mont. mô tả khoa học đầu tiên năm 1856.